# Собор Святой Софии (София)
Собор святой Софии (болг. Света София)  — православный храм, находящийся в центре болгарской столицы Софии. Здание храма сохранилось в первоначальных формах, и здесь уже 1700 лет проводятся православные богослужения.
Его именем «София» (др.-греч. σοφία — «мудрость, разумность, наука») ещё в XIII веке люди стали называть и город, а со второй половины XIV века город уже официально в грамотах болгарских царей стал называться «София».

## История
Первый храм был построен на этом месте в 311—313 годах. Впоследствии при поддержке римского императора Константина І был воздвигнут кафедральный собор святой Софии, где в 343 году проводился Сардикийский собор.
В 537 году византийский император Юстиниан І Великий восстановил сильно пострадавшую после нашествий варваров базилику и вместе с Константинопольским имперским собором, который он также воздвиг, именовал её «Премудрости Божьей» (греч. Σοφία). В Средневековье это был главный соборной храм, где заседал местный[уточнить] епископ.

### Превращение в мечеть и запустение
После османского нашествия храм превратили в мечеть – возвели минарет, христианские фрески были уничтожены. В конце XVI века она была перестроена османским великим визирем Сиявушем-пашой.
В 1818 и 1858 годах здание было серьёзно повреждено сильными землетрясениями, минарет разрушился и поэтому мечеть была окончательно заброшена. Уцелевшая часть была переоборудована под склад. 4 января 1878 года, во время русско-турецкой войны, войска генерала Ионсифа Гурко были торжественно встречены на открытом пространстве перед Святой Софией благодарственным молебном. Склад был закрыт, но, несмотря на бурное недовольство софийцев, к концу XIX века высокие части церкви всё ещё использовались как наблюдательная вышка столичного пожарного командования.

### Восстановление в XX веке
В 1927 году Святая София была объявлена национальным памятником. Сразу после этого началась первая современная реставрация храма, завершившаяся в 1930 году.
Храм был восстановлен в близком к первоначальному виду. Его план был задуман и выполнен на основе основной идеи – латинского креста с вытянутым восточным плечом, заканчивающимся апсидой, а купол (без проёмов) располагался в центре пересечения крестообразного плана (центральный неф, пересеченный трансептом).
В результате англо-американской бомбардировки Софии в 1944 году Святая София пострадала так же, как и расположенный рядом соборный храм Святого Александра Невского.
В 80-х и 90-х годах XX века церковь была вновь отреставрирована и законсервирована, а перед её южным фасадом восстановлен главный официальный мемориал Республики Болгарии — Памятник Неизвестному солдату. Под ним и в непосредственной близости было обнаружено ещё несколько гробниц.

## Галерея

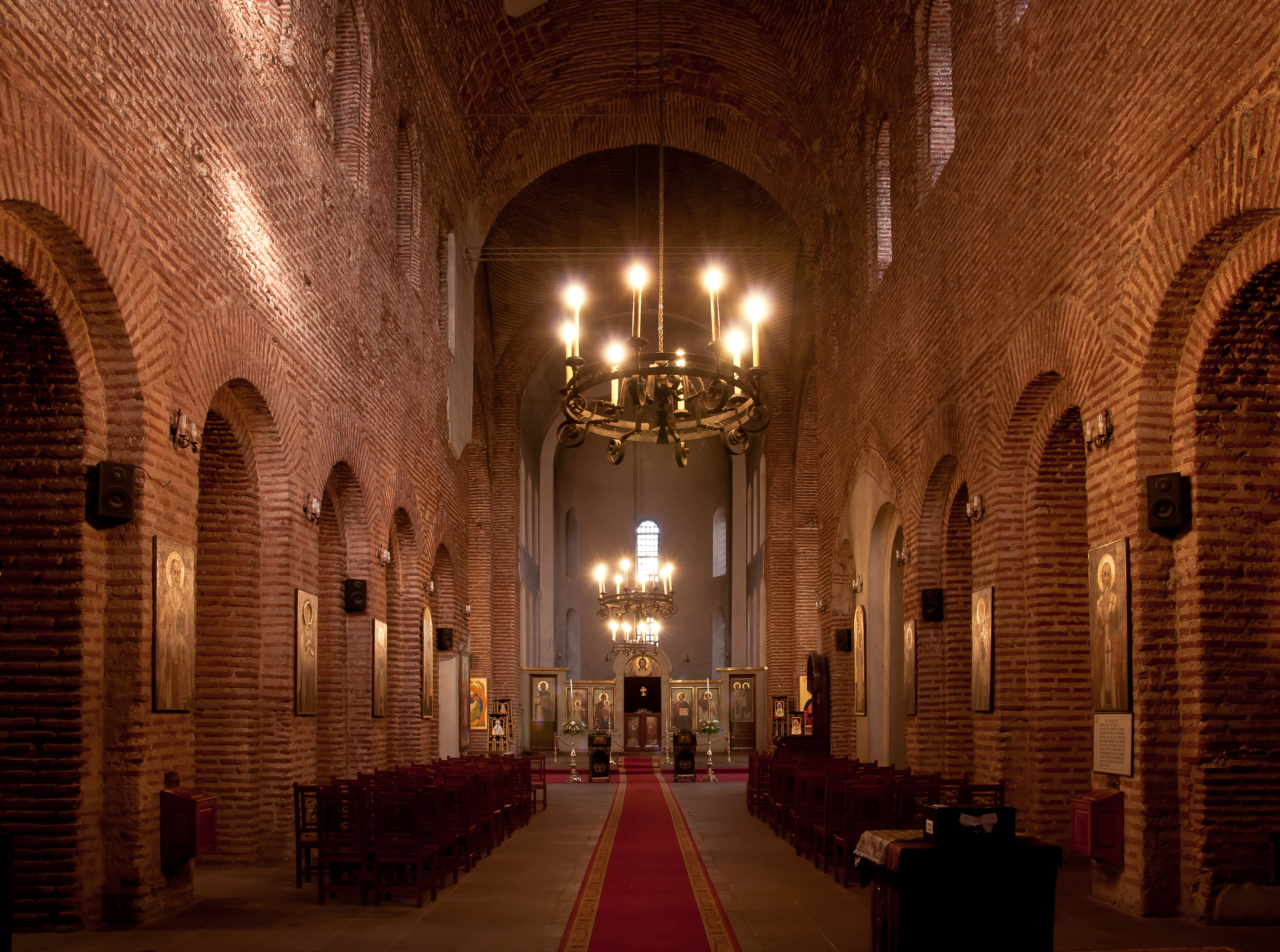
Неф
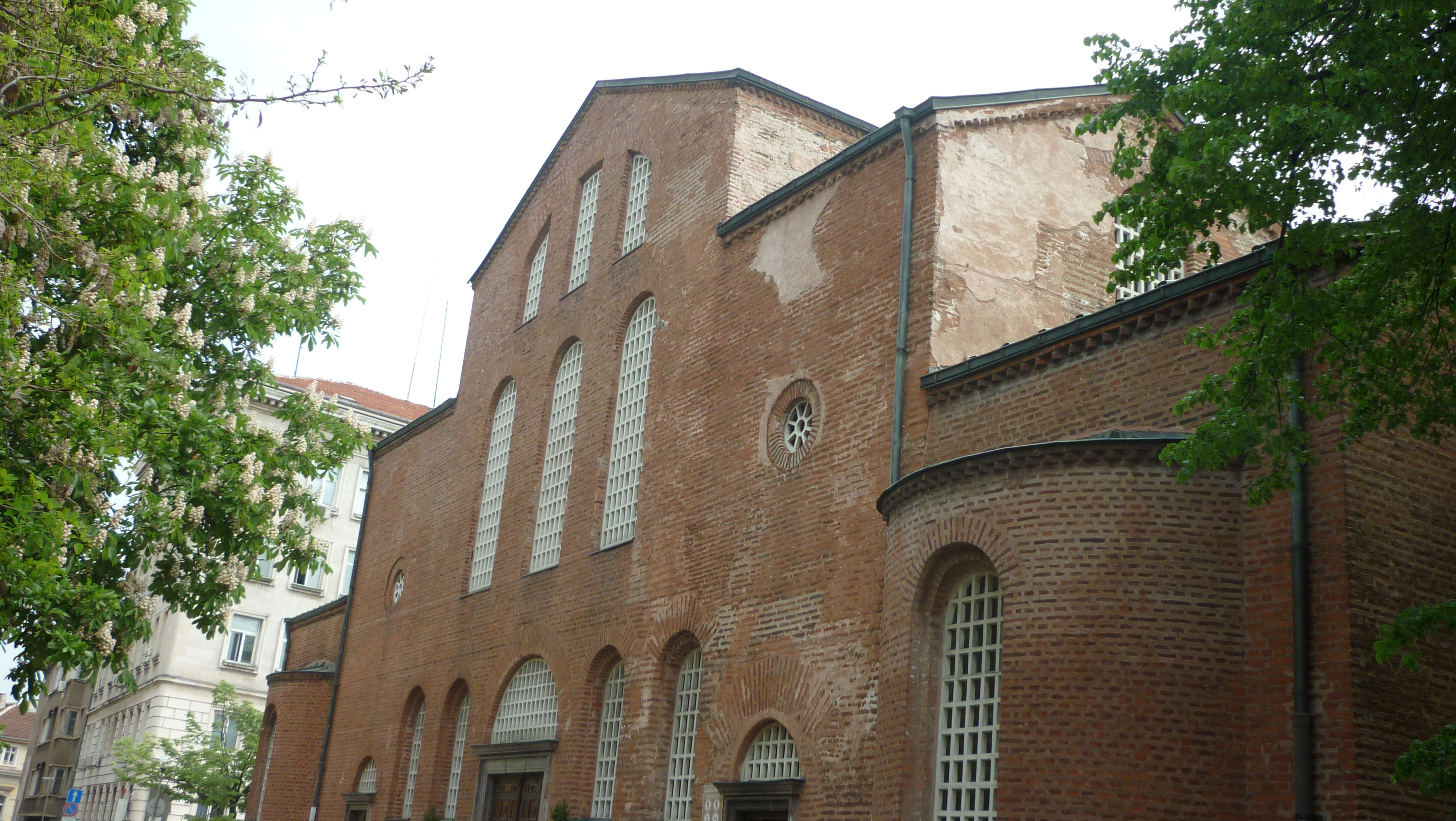
Собор святой Софии в Софии
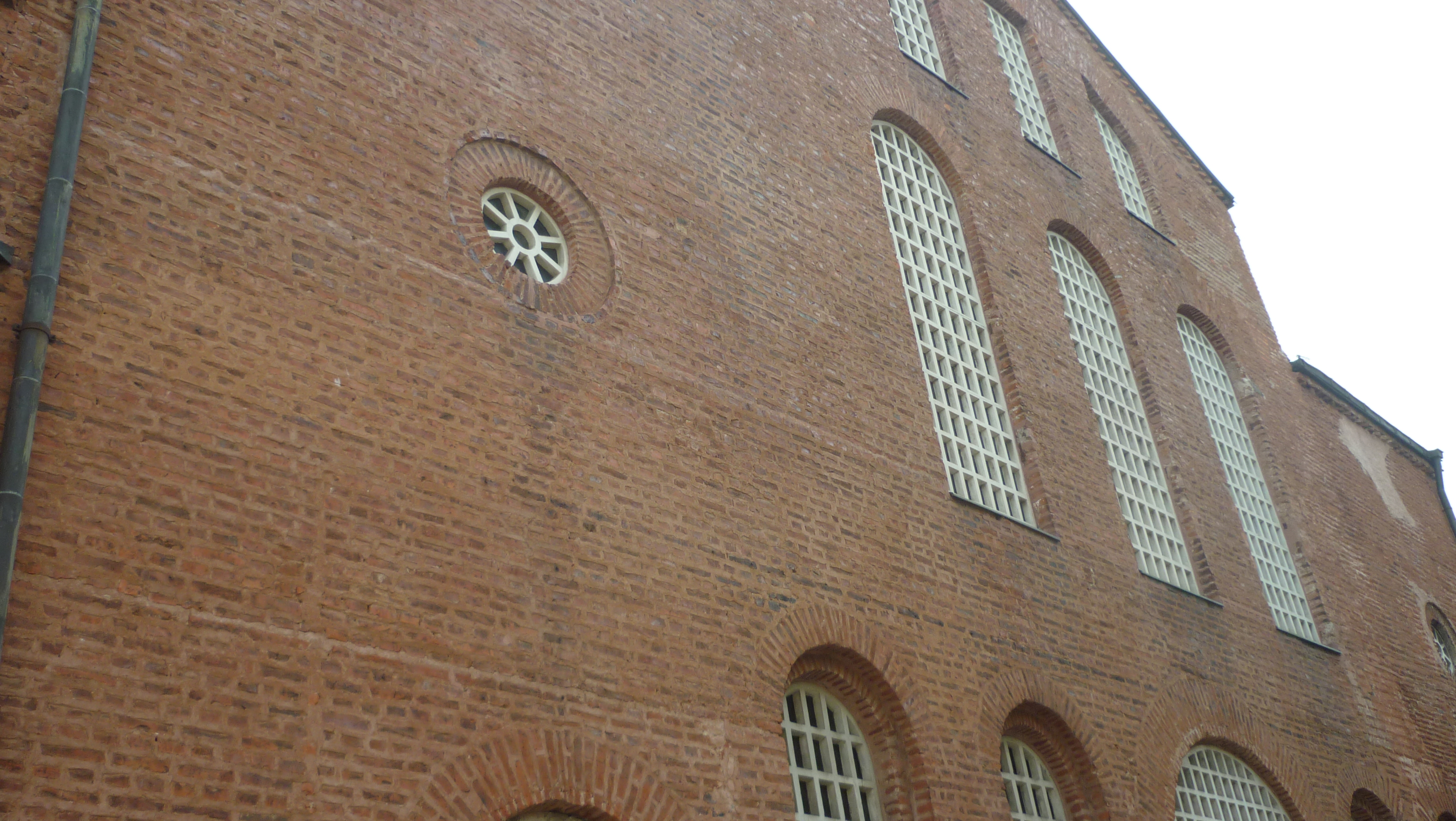
Собор святой Софии в Софии
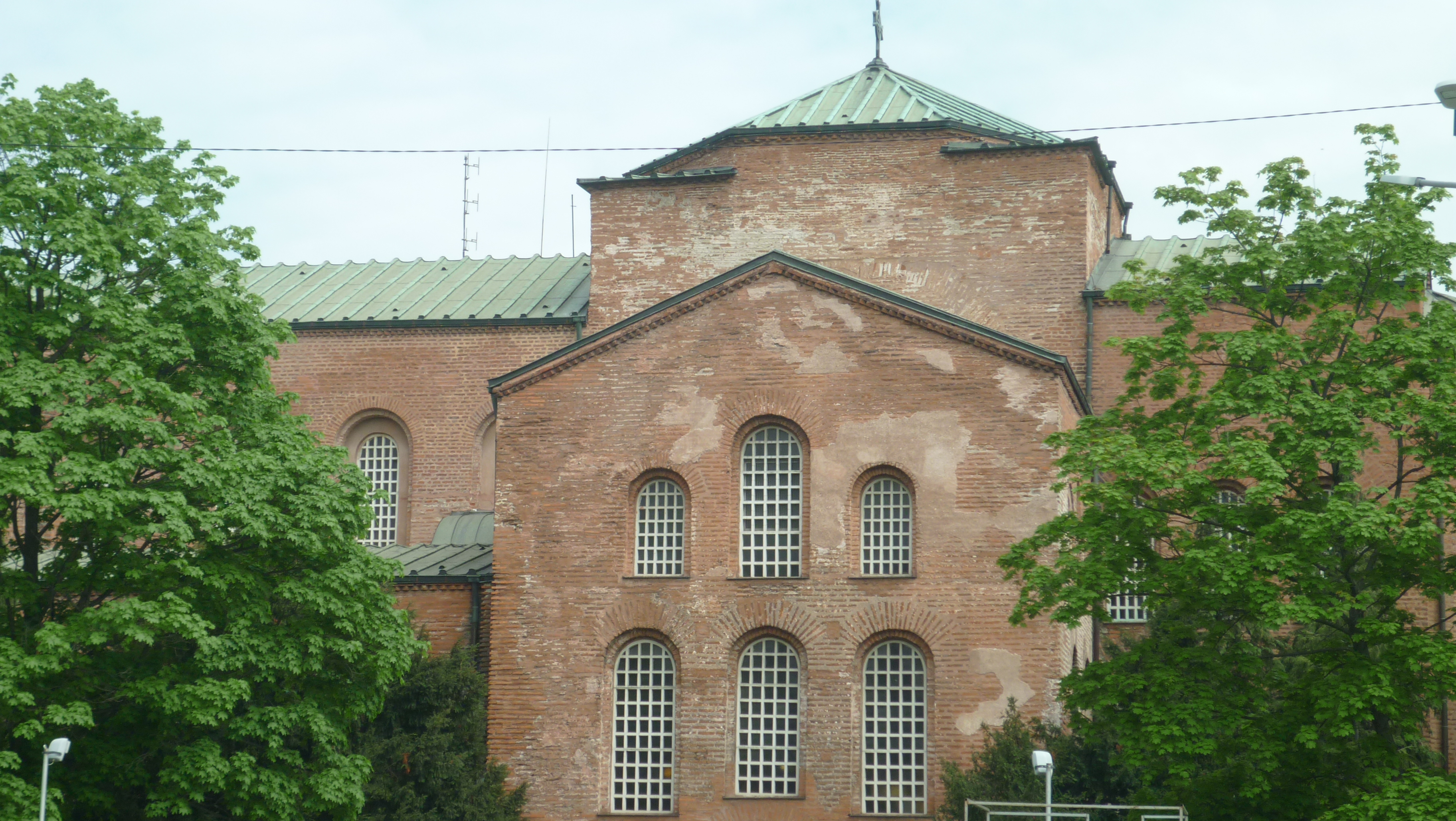
Собор святой Софии в Софии
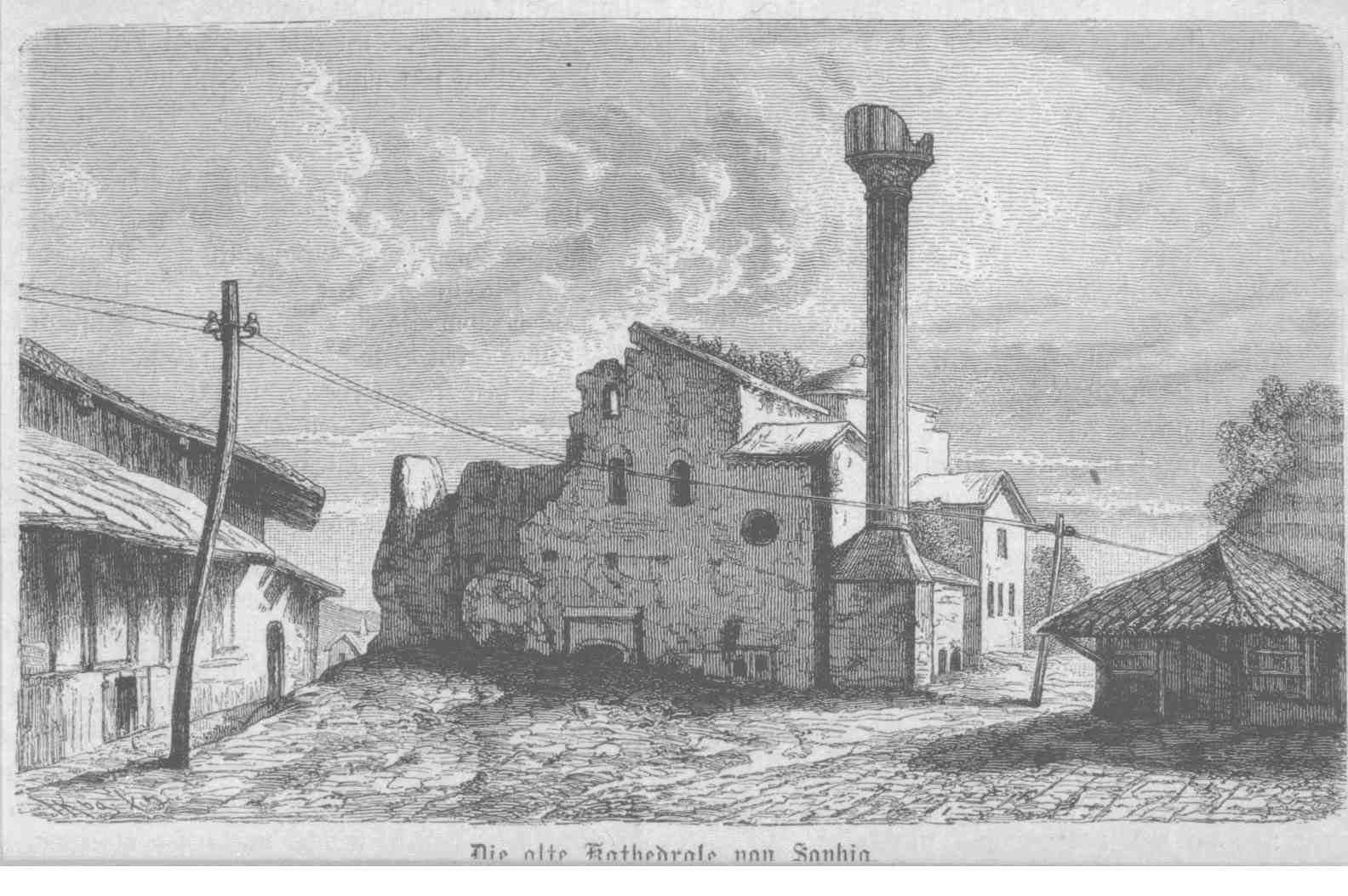
Рисунок церкви (превращённой в мечеть и заброшенной после землетрясения), 1878 год.
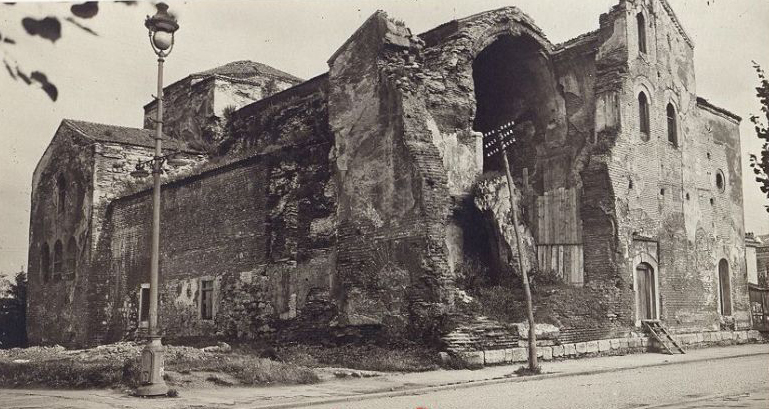
Руины собора около 1915 года
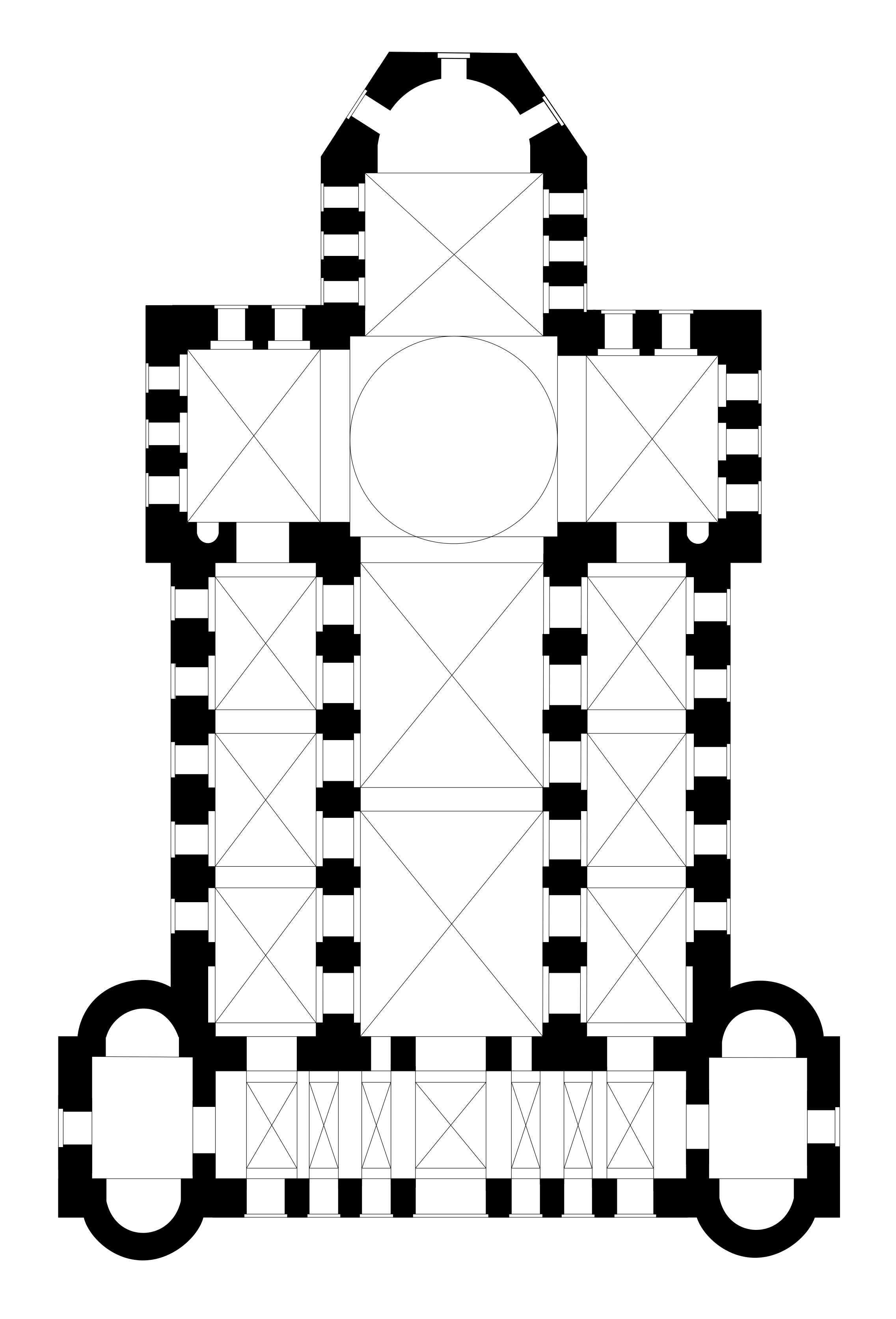
План церкви